# Mont Rubeshibe
Le mont Rubeshibe (ルベシベ山, Rubeshibe-yama) est une montagne culminant à 1 740 m d'altitude dans les monts Hidaka en Hokkaidō au Japon.